# Ronald Borchers
Ronald „Ronny“ Borchers (* 10. August 1957 in Frankfurt am Main; † 18. August 2024 ebenda) war ein deutscher Fußballspieler und -trainer.

## Sportliche Laufbahn

### Vereinskarriere
Von 1975 bis 1987 war Borchers anfangs als Stürmer, später als Mittelfeldspieler für Eintracht Frankfurt, Arminia Bielefeld und den SV Waldhof Mannheim in der Bundesliga aktiv. Seine größten Erfolge feierte er mit der Eintracht, bei der er als 18-jähriger in der deutschen Elitespieklasse debütierte und aufgrund seines lebenslustigen Charakters den Spitznamen „Disco-Ronny“ erhielt: Mit ihr wurde er 1980 UEFA-Pokalsieger und 1981 DFB-Pokalsieger. In der Bundesliga schoss er in 213 Partien 28 Tore. Außerdem gehört er zu den nur knapp 100 Spielern der Bundesliga, denen ein Hattrick gelang – am 14. November 1981 beim 9:2-Sieg der Eintracht gegen Werder Bremen. 

### Auswahleinsätze
Nachdem Borchers 1978 viermal für die Amateurnationalmannschaft gespielt und dabei im Spiel um Platz drei beim 3:0-Sieg gegen die irische Auswahl im Rahmen des UEFA Amateur Cups ein Tor erzielt hatte, kam er im Dezember des Jahres in Düsseldorf beim 3:1-Sieg gegen die Niederlande zu seinem Debüt in der A-Nationalmannschaft, als er für den Schalker Rüdiger Abramczik eingewechselt wurde. Bis September 1981 bestritt er sechs Länderspiele. Für die Weltmeisterschaft 1982 in Spanien zählte Borchers zum erweiterten Kader, wurde jedoch letztlich nicht berücksichtigt. Das Fachblatt merkte in seinem Nachruf an: „Für Borchers wären mehr als sechs A-Länderspielen (...) drin gewesen. Wenn er eben seltener ‚Disco-Ronny‘ gewesen wäre und noch öfter jener filigrane Wirbelwind, der Frankfurt 1981 zum DFB-Pokal-Sieg gegen Kaiserslautern führte oder beim UEFA-Cup-Triumph 1980 brillierte.“ Ebenfalls absolvierte der damalige Eintracht-Profi zwischen 1978 und 1980 vier Einsätze in der B-Nationalmannschaft.

### Wettbewerbsübersicht
| Bundesliga  | Bundesliga  | 213 | Spiele | 28 | Tore |
| DFB-Pokal   | DFB-Pokal   | 23  | Spiele | 6  | Tore |
| Europapokal | Europapokal | 20  | Spiele | 3  | Tore |
| Schweiz     | Schweiz     | 15  | Spiele | 1  | Tore |
| A-Team      | A-Team      | 6   | Spiele | 0  | Tore |
| B-Team      | B-Team      | 4   | Spiele | 0  | Tore |

## Trainerlaufbahn
Nach seiner Karriere als Spieler war Borchers Trainer unterklassiger Mannschaften. 1998 führte er den FSV Frankfurt von der Oberliga Hessen in die Regionalliga, wurde dort aber schon nach neun Spielen entlassen. 
In der Saison 2007/08 trainierte Borchers Germania Ober-Roden in der Oberliga Hessen. In der Saison 2008/09 trainierte er den Regionalligaaufsteiger Viktoria Aschaffenburg. Ab April 2010 war er Trainer des Verbandsligisten TGM SV Jügesheim. Ende September 2010 übernahm Borchers den Trainerposten beim Regionalligist Wormatia Worms. Im Dezember 2012 wurde Borchers von seinen Aufgaben freigestellt, da man nicht wie erhofft in der Spitzengruppe der Liga spielte, sondern nach 19 Spielen lediglich auf Platz 12 stand. Von Januar 2015 bis Anfang April 2017 war er Trainer des hessischen Verbandsligisten FC 07 Bensheim.

## Berufliche Laufbahn
Hauptberuflich betrieb Borchers im Rhein-Main-Gebiet eine Werbeagentur.

## Tod
Am 18. August 2024 starb Ronald Borchers nach kurzer schwerer Krankheit im Alter von 67 Jahren.